# Ampulex dementor

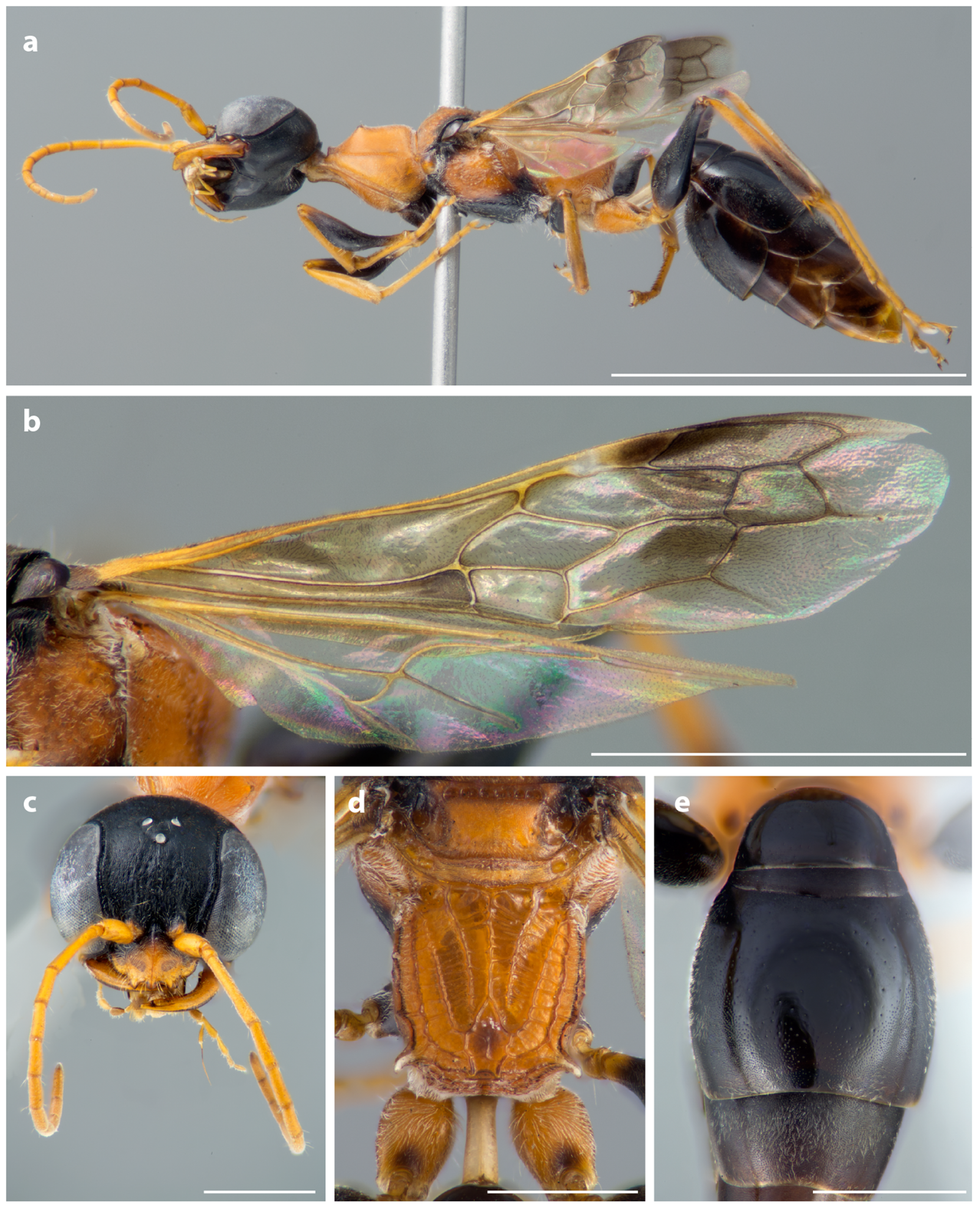
Detalles anatómicos de A. dementor

Ampulex dementor es una especie de avispas ampulícidas propia de Tailandia, descrita en 2014 por Michael Ohl del Museo für Naturkunde en Berlín, Alemania. El nombre de la especie fue elegido por visitantes del museo, en un esfuerzo por relacionar más al público con temas relativos a la taxonomía y la descripción de la biodiversidad.

## Descripción
Ampulex dementor luce un cuerpo de colores rojo y negro. Su mandíbulas, clípeo, protórax, mesotórax y áreas posterolaterales son rojizas, mientras que su abdomen y la mayor parte de su cabeza son de color negro. Sus alas son ligeramente amarillas. Posee unas patas largas y delgadas, así como un peciolo tubular tan largo como su tergo (segmento dorsal). La longitud de la hembra varía entre 9.6 y 10.9 mm; la longitud del macho es desconocida.

## Comportamiento
La avispa exhibe un inusual comportamiento frente a las cucarachas, al igual que otros miembros del género. Al picar a su presa libera una toxina que afecta los nodos neuronales de la víctima. Dicha toxina bloquea los receptores de octopamina de la cucaracha, dejándola viva pero incapaz de dirigir sus movimientos. Con sus funciones musculares, sin embargo, todavía activas, la cucaracha corre directamente al nido de la avispa, facilitando su captura.

## Etimología
Al momento de nombrar a la especie por primera vez, en el Museo für Naturkunde, se les entregó un panfleto a los visitantes, dándoles a escoger entre cuatro opciones de nombres posibles, de los cuales el tercero resultó ganador:
- Ampulex bicolor (en latín, "dos colores"; de bis = dos veces): Debido a sus dos colores más distintivos, negro y rojo.
- Ampulex mon, aludiendo a su origen tailandés, siendo tal el nombre de uno de los grupos étnicos más antiguos de la zona.
- Ampulex dementor: Debido a que su forma de actuar recordaba a la de los dementores, criaturas ficticias de la saga de Harry Potter, creada por J. K. Rowling, las cuales poseen la capacidad de succionar el alma de sus víctimas. Mediante un beso, los dementores despojan a la víctima de su alma, dejando atrás un cuerpo vacío, sin pensamientos ni emociones. En cierto modo, similares al método de la avispa.
- Ampulex plagiator.